# مقاطعة فريسنو (كاليفورنيا)
مقاطعة فريسنو (بالإنجليزية: Fresno County) هي إحدى مقاطعات ولاية كاليفورنيا في الولايات المتحدة الأمريكية.

## أعلام
- بروس ثورنتون
- والتر مارتي
- جونيور بارنارد
- ريموند إل. رودريجيز